# Acacia longifolia
 (février 2016).
Espèce
Classification phylogénétique
Répartition géographique
Acacia longifolia est une espèce de plantes à fleurs de la famille des Mimosaceae, ou des Fabaceae selon la classification phylogénétique. C'est un arbre originaire du sud-est de l'Australie.

## Description
C'est un acacia à croissance rapide qui peut atteindre 7 à 10 m de haut en cinq à six ans.

## Répartition
L'arbre est trouvé de l'extrême sud-est du Queensland, de l'est de la Nouvelle-Galles du Sud, de l'est et du sud du Victoria et du sud-est de l'Australie-Méridionale.
Il est considéré comme espèce envahissante au Portugal et en Afrique du Sud.

## Synonymes
- Acacia longifolia (Andrews) Willd. var. typica Benth.
- Mimosa longifolia Andrews
- Mimosa macrostachya Poir.
- Phyllodoce longifolia (Andrews) Link
- Racosperma longifolium (Andrews) C. Mart

## Sous-espèces
Il y a deux sous-espèces:
- Acacia longifolia subsp. longifolia
- Acacia longifolia subsp. sophorae (Labill.) Cour

## Utilisations
Acacia longifolia est largement cultivé dans les régions subtropicales du monde. On l'utilise pour la prévention de l'érosion des sols, l'alimentation (consommation des fleurs, des graines et des gousses), la fabrication de colorants jaune (à partir des fleurs) et vert (à partir des gousses) et la production de bois. La couleur de la fleur est due au camphérol. L'écorce de l'arbre est utilisée de façon limitée dans le tannage, principalement de peaux de mouton. Il est utilisé pour fixer les dunes de sable dans les zones côtières, principalement dans les zones où il n'y a pas trop de fortes gelées.

## Phytochimie
- N-(2-imidazole-4-yl-éthyl)-trans-cinnamamide
- N-(2-imidazole-4-yl-éthyl)-déca-trans-2, cis-4-dienamide

## Galerie

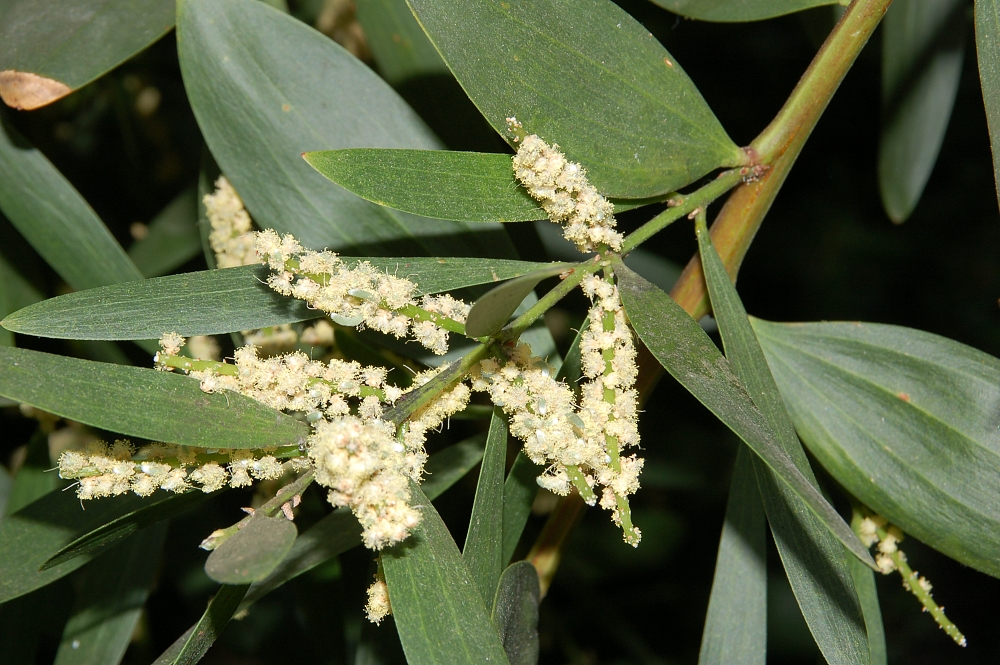
Fleurs.
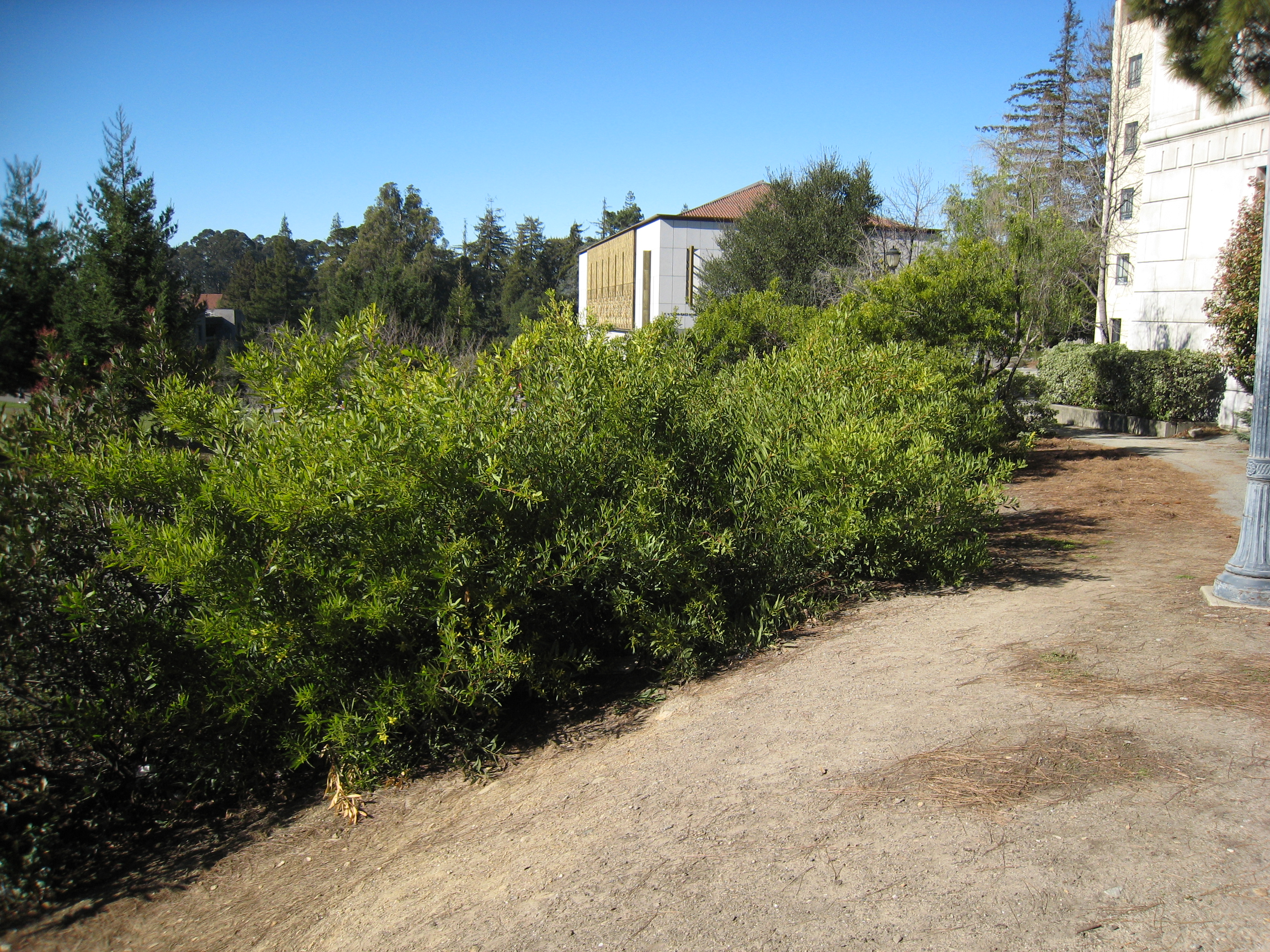
Broussaille.
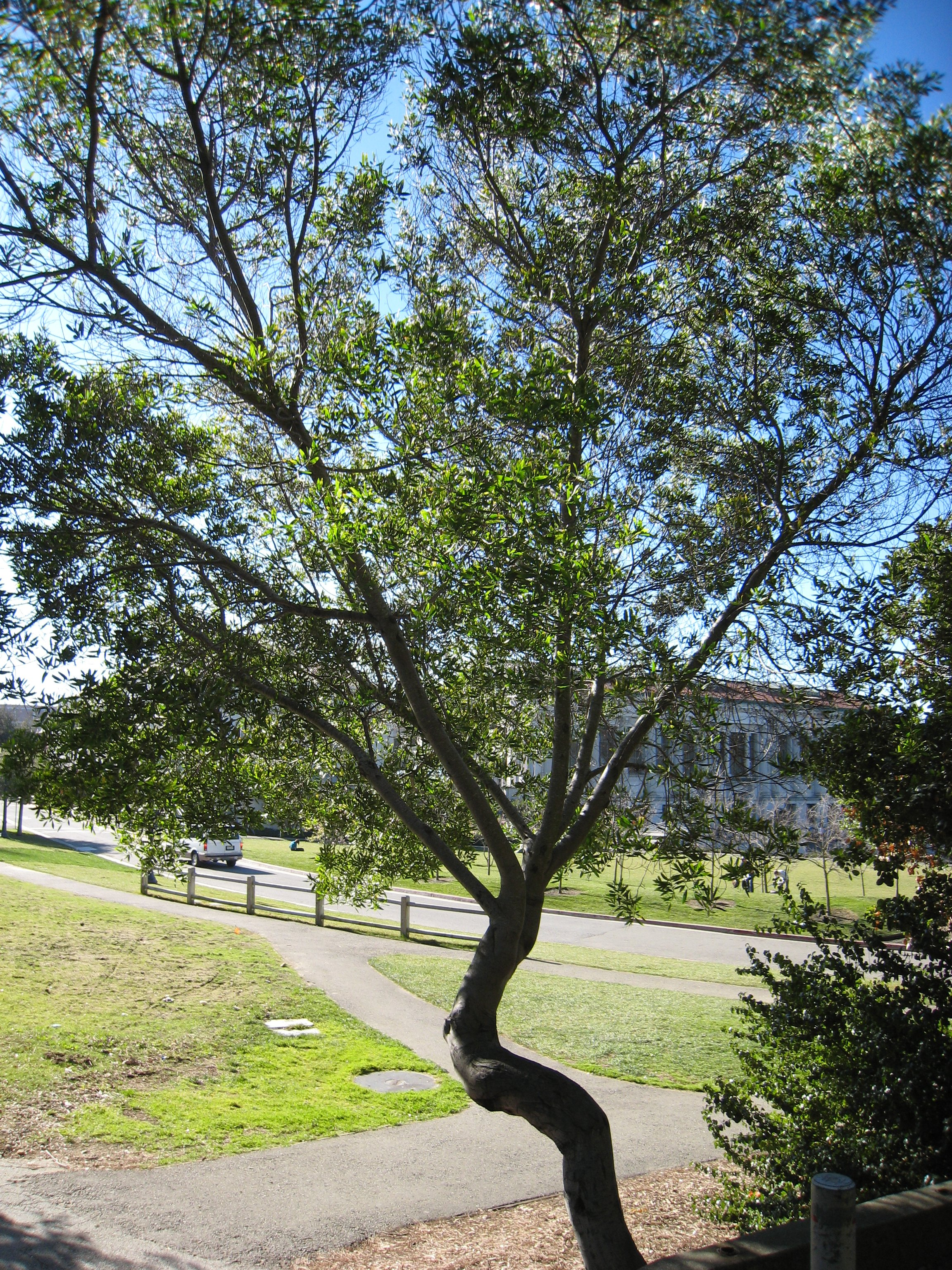
Cultivé.

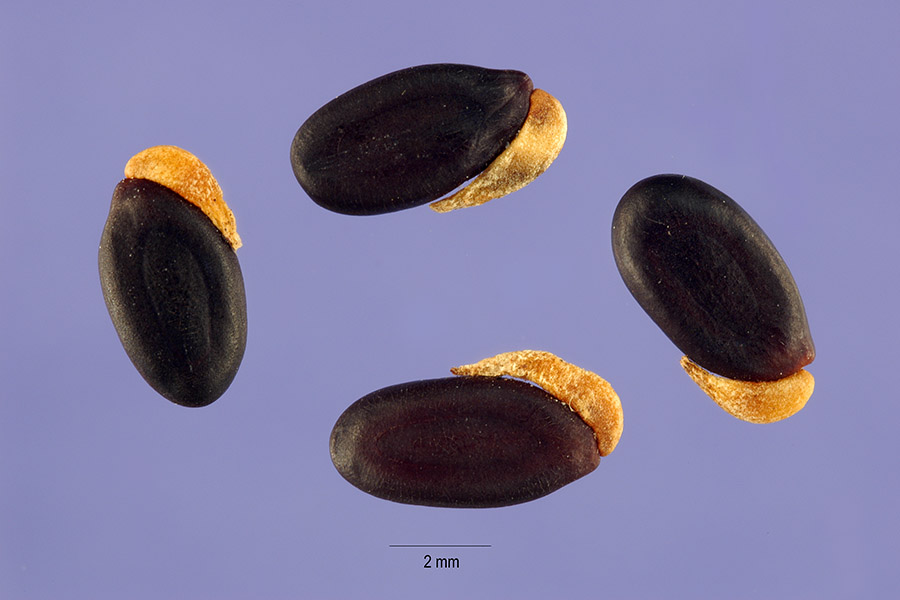
Graines.
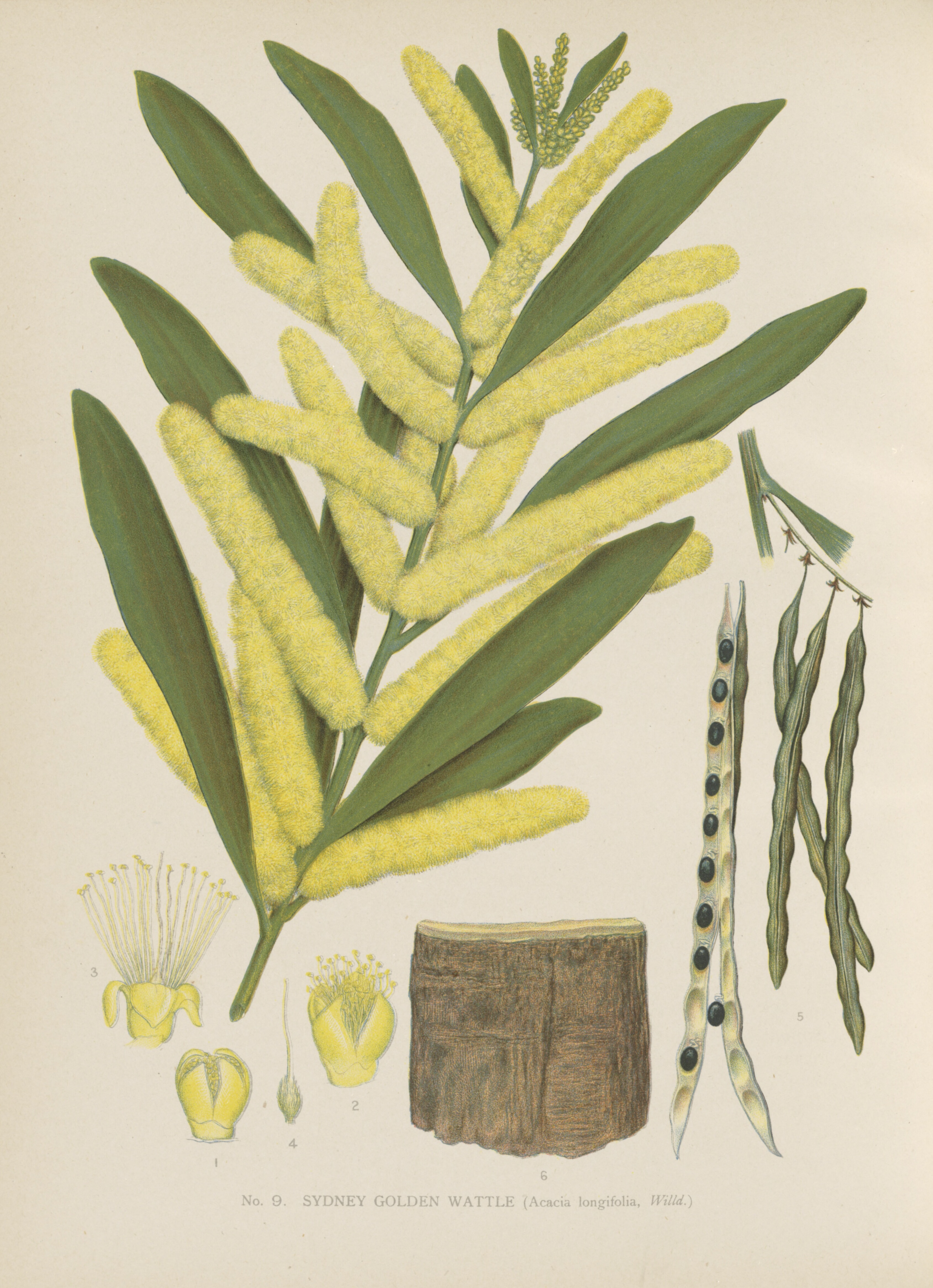
Dessin.